# Аэрокосмический лицей имени Ю. В. Кондратюка
Аэрокосмический лицей имени Ю. В. Кондратюка — муниципальное бюджетное общеобразовательное учреждение, расположенное в Дзержинском районе Новосибирска. Основан в 1988 году.

## Название
Лицей носит имя Юрия Васильевича Кондратюка, советского учёного, одного из основоположников космонавтики.

## История
В 1988 году было открыто специализированное учебное заведение, которое в 1990 году по решению коллегии управления образования Новосибирского Облисполкома получило статус лицея.

## Система образования
Учащиеся лицея, кроме общеобразовательной подготовки, приобретают также предпрофессиональное аэрокосмическое образование. Начальная профессиональная подготовка в области авиации и космонавтики позволяет ученикам выбрать будущую профессию.
Учебный план состоит из 17 предметов аэрокосмического профиля (6 по выбору). Все дисциплины разработаны педагогами лицея.
Обучение проводится в одну смену, с понедельника по субботу. По воскресеньям в лицее проходят подготовительные занятия для желающих поступить.

## Кружки
- шахматный
- авиамодельный
- юного пилота
- парашютный
- куборо
- робототехника
- танцевальный
- туристический
- предметные кружки

## Преподавательские работы
Преподавателями лицея изданы 76 печатных работ, 3 из  которых — учебные пособия.

## Участия в соревнованиях
Ученики аэрокосмического лицея были призёрами и чемпионами Российских авиамодельных соревнований школьников, лауреатами, дипломантами и призёрами соревнований «Шаг в будущее», «Космос», «Юность, наука, культура», НОУ «Сибирь», «Интеллектуальный потенциал Сибири», Wordskills. Учащиеся лицея занимают призовые места в Всероссийской олимпиаде школьников. Каждые полгода в лицее проводится научная конференция.

## Сотрудничество
Лицей сотрудничает с такими учреждениями как МГТУ имени Н. Э. Баумана, СГУТиИ, Сибирская государственная архитектурно-художественная академия, СибНИА имени С. А. Чаплыгина, НГТУ (факультет летательных аппаратов), Новосибирский научный мемориальный центр имени Ю. В. Кондратюка.